# Flodvågornas offer
Flodvågornas offer var en direktsänd insamlingsgala till offren för Jordbävningen i Indiska oceanen 2004 den 1 januari 2005 i TV 4  tillsammans med Röda korset. Den första timmen av insamlingen sändes även i TV3 och Kanal 5. Programmet sändes från en studio i Stockholm där Petra Nordlund intervjuade bland annat Göran Persson. I programmet medverkade också medarbetare och visade reportage från Röda korset. I programmet medverkade också Bengt Magnusson som befann sig i Phuket. 
TV4 sände även den 14 januari 2005 i sina sexton lokala tv-stationer lokala insamlingsprogram under samma namn tillsammans med Röda korset där man tog tillvara hur de lokala områdena i Sverige drabbades av katastrofen. Efter insamlingsgalan sände även TV4 ett program under titeln "Flodvågornas offer - hjälpen når fram" den 16 januari 2005 där Petra Nordlund summerade vad som hänt med insamlingen. I programmet medverkade även gäster och artister samt så visades reportage från Sverige och direktrapporter från Sydostasien.

### Fotnoter
1. ↑  ”Svensk mediedatabas”. http://smdb.kb.se/catalog/search?q=%22Flodv%C3%A5gornas+offer%22&sort=OLDEST. Läst 13 april 2011.